# Marko Gajić
Marko Gajić (in serbo Марко Гајић?; Belgrado, 10 marzo 1992) è un calciatore serbo, difensore del Jedinstvo S.Pazova.

## Palmarès

### Club

#### Competizioni nazionali
- Coppa di Slovenia: 1

Olimpia Lubiana: 2018-2019